# Theodoric cel Mare

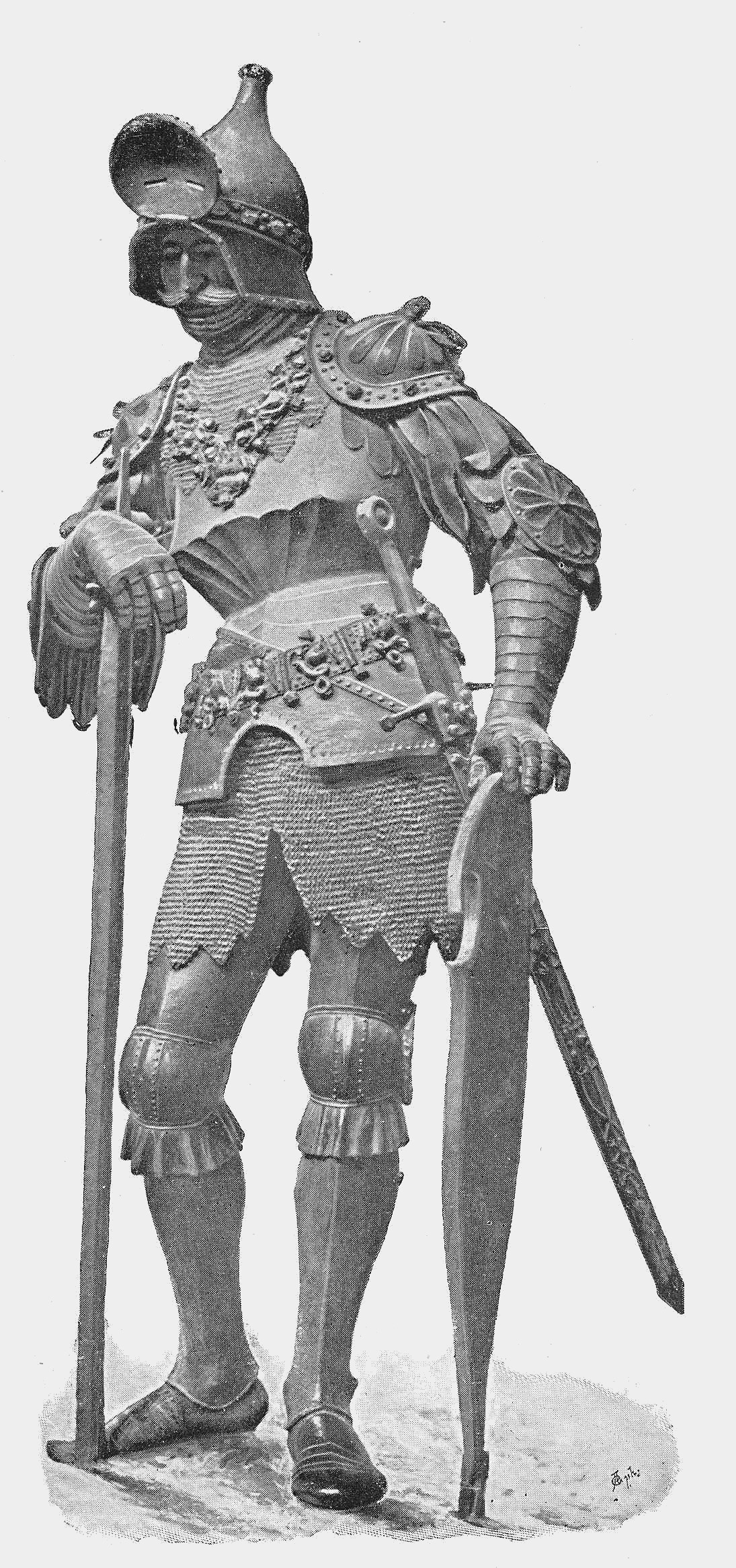

Theodoric cel Mare (gotică: Þiudareiks; latină Flāvius Theodericus; greacă Θευδέριχος, Theuderikhos; engleza veche: Þēodrīc; nordică veche: Þjōðrēkr, Þīðrēkr; n. 454 – d. 30 august 526) a fost un rege al ostrogoților (471 – 526), conducător al Italiei (493 – 526), regent al vizigoților (511 – 526), succedând lui Odoacru, în perioada care marchează tranziția politică de după căderea Imperiului Roman de Apus. A primit în Balcani, până să ajungă în Italia, titlul de magister militum și consul de la împăratul Imperiului Roman de Răsărit. Numele său în limba gotică Þiudareiks se traduce ca rege al poporului. El a devenit o legendă germanică. S-a născut lângă Carnuntum și era fiul regelui Theodemir. Încă de mic copil, tatăl său l-a oferit împăratului Leon, ca ostatic în cadrul unui tratat de pace, crescând astfel în Constantinopolul sec. al V-lea. Lecțiile militare învățate în Imperiu i-au servit mai târziu pe câmpul de luptă. Trimis și sprijinit de Zenon, împăratul Imperiului Roman de Răsărit, l-a înlăturat pe Odoacru, un comandant de mercenari barbari care preluase puterea în Roma detronându-l pe ultimul împărat roman Romulus Augustulus. 

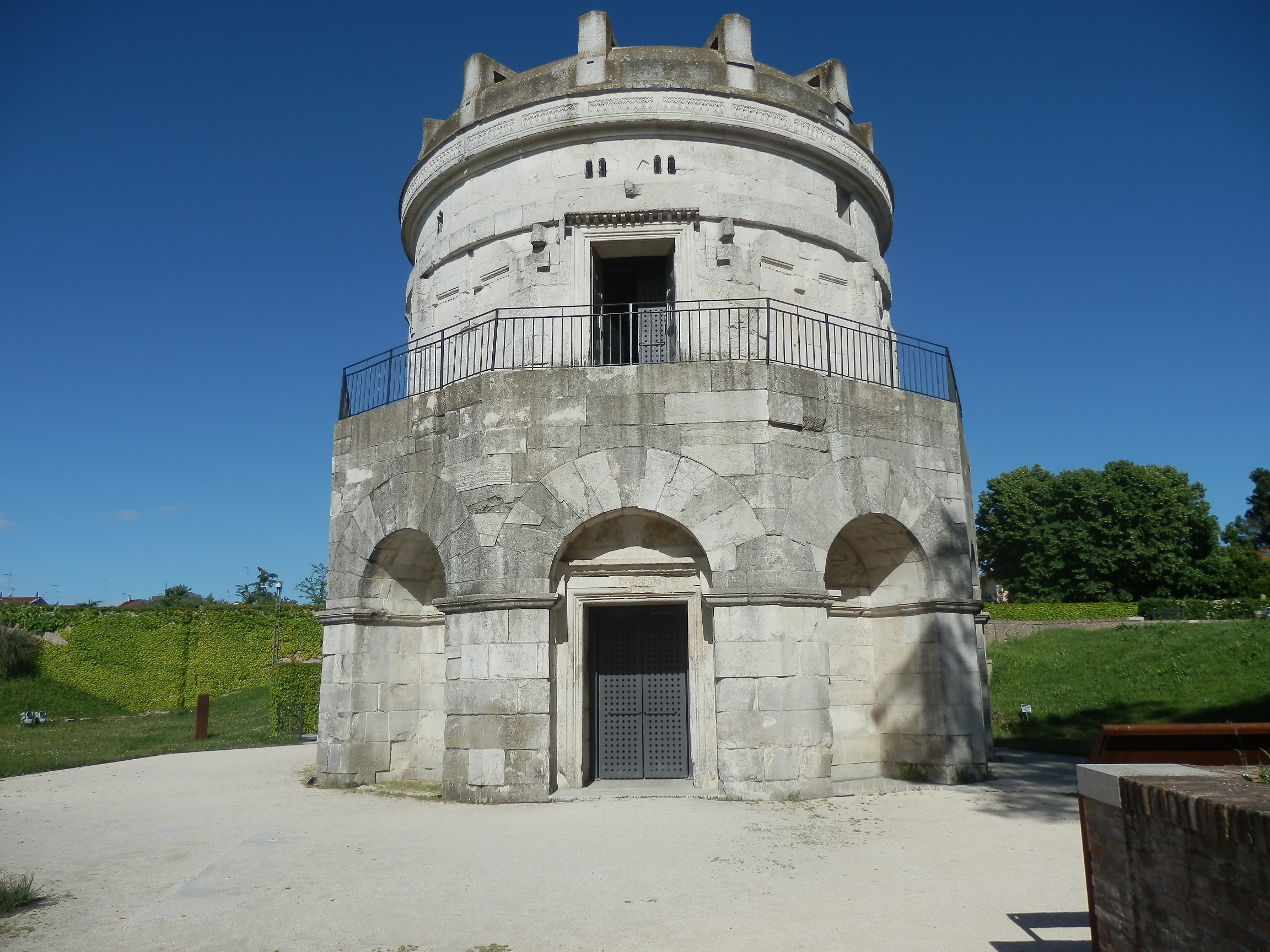
Mausoleul lui Theodoric cel Mare, (Ravenna, Italia)

În timpul lui Theodoric cel Mare, regatul ostrogot cuprindea Peninsula Italică și nord-vestul Peninsulei balcanice și avea capitala la Ravenna.
Printre consilierii lui Theodoric cel Mare au fost Boethius și Cassiodor.

## Tinerețea
Theodoric s-a nǎscut pe malurile lacului Neusiedl la un an dupǎ ce ostrogoții au răsturnat dominația de aproape un secol a hunilor. Fiul regelui Theodemir și al Erelievei, Theodoric a fost trimis de copil la Constantinopol ca ostatic pentru a securiza conformarea ostrogoților cu tratatul semnat de Theodemir cu împǎratul bizantin Leon. A trǎit mulți ani la curtea din Constantinopolul și a învǎțat multe despre administrația și tacticile militare romane, care i-au servit bine când a devenit conducǎtorul gotic a unei populații mixte, dar în mare parte romanizatǎ. Favorizat de împărații Leon și Zenon, a devenit magister militum în 483 și un an mai târziu a devenit consul. S-a întors sǎ trǎiascǎ alǎturi de ostrogoți când avea 31 de ani și a devenit regele lor în 488.

## Domnia
În timp, ostrogoții s-au stabilit în teritoriul bizantin ca foederati (aliați) ai romanilor, dar au fost din ce în ce în ce mai dificil pentru Zenon de a-i gestiona. Nu la mult timp după ce Theodoric a devenit rege, cei doi conducători au ajuns la o înțelegere benefică pentru ambele părți. Ostrogoții aveau nevoie de un loc de trai, și Zenon avea probleme grave cu Odoacru, regele Italiei, care a venit la putere în 476. Aparent un vicerege pentru Zenon, Odoacru era o amenințare pentru teritoriul bizantin și nu respecta drepturile cetățenilor romani din Italia. La încurajarea lui Zenon, Theodoric a invadat regatul lui Odoacru.
Theodoric a venit cu armata sa în Italia în 488, unde a câștigat bătăliile de la Isonzo și Verona în 489 și la Adda, în 490. În 493 a capturat Ravenna. Pe 2 februarie 493, Theodoric și Odoacru a semnat un tratat care a asigurat ambelor părți dreptul de a stăpâni peste Italia. Un banchet a fost organizat cu scopul de a sărbători acest tratat. La acest banchet Theodoric îl ucide pe Odoacru cu propriile mâini.
Ca și Odoacru, Theodoric a fost aparent doar un vicerege pentru împăratul de la Constantinopol. În realitate, el a fost capabil să evite supravegherea imperială, relațiile dintre împărat și Theodoric fiind egale. Dar spre deosebire de Odoacru, Theodoric a respectat acordul cu împăratul și a permis cetățenilor romani din regatul său să fie judecați după dreptul roman și de sistemul judiciar roman, pe când goții trăiau după propriile legi și obiceiuri. În 519, când o gloată a ars sinagogile din Ravenna, Theodoric a ordonat să se reconstruiască orașul pe cheltuiala sa.

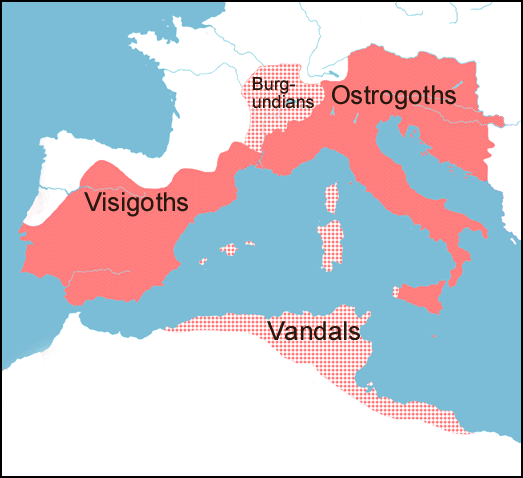
Teritoriile lui Theodoric cel Mare în 523.

Theodoric cel Mare a încheiat alianțe sau a supus regatele germanice vecine. S-a aliat cu francii prin căsătoria sa cu Audofleda, sora lui Clovis I, și și-a căsătorit rudele de sex feminin cu principii sau regii ai vizigoților, vandalilor și burgunzilor. El a oprit raidurile vandale ale regelui Thrasamund pe teritoriile sale și a trimis o gardă de 5.000 de militari, cu Amalafrida, sora lui, când aceasta s-a căsătorit cu Thrasamund în 500. Pentru o mare parte a domniei sale, Theodoric a fost regele de facto al vizigoților, devenind regent pentru regele-copil vizigot, Amalric, nepotul său, în urma înfrângerii lui Alaric al II-lea de către francii conduși de Clovis în 507. Francii au reușit să cucerească Aquitania de la vizigoți, în rest Theodoric a reușit să oprească incursiunile lor.
Realizările lui Thedoric au început să se destrame chiar înainte de moartea sa. El și-a căsătorit fiica, Amalasuntha, cu regele vizigot Eutharic, dar Eutharic a murit în august 522/523, astfel încât nu a fost stabilită nici o legătură dinastică de durată între ostrogoți și vizigoți. În 522 regele burgund catolic Sigismund și-a ucis propriul fiu, nepotul lui Theodoric, Sergeric. Theodoric s-a răzbunat prin invadarea regatului burgund și apoi a anexat partea sa de sud, probabil în 523. Restul a fost condus de fratele lui Sigismund, Godomar, arian, sub protecția goțiilor împotriva francilor. Acest lucru a adus teritoriul guvernat de Theodoric la o întindere impresionantă, dar în 523/524 noul rege catolic vandal Hilderic a închis-o pe Amalafrida și a ucis garda gotică. Theodoric plănuia o expeditie pentru a restabili puterea sa asupra regatului vandal, când a murit în 526.

## Familia și copiii
El a avut o concubină în Moesia, numele ei rămânând necunoscut, ce i-a dăruit două fiice:
- Theodegotha (cca. 473 – ?). În 494, ea s-a măritat cu Alaric al II-lea, fapt ce a întărit alianța dintre vizigoți și ostrogoți.
- Ostrogotha or Arevagni (cca. 475 – ?). În 494 or 496, ea s-a măritat cu regele Sigismund al Burgundiei, stabilind o alianță între ostrogoți și burgunzi.

S-a căsătorit cu Audofleda în 493, având cu acesta o fiică, Amalasuntha, regină a goților. Ea s-a măritat cu Eutharic și a avut doi copii: Athalaric și Matasuntha.
După moartea sa survenită la Ravenna în 526, Theodoric a fost succedat de nepotul său, Athalaric.

## Religia
În aproximativ 520, filosoful Boethius a devenit magister officiorum al său (șeful guvernului și a tuturor serviciilor judiciare). Boethius a fost un om de știință, un elenist dedicat traducerii tuturor lucrărilor lui Aristotel în latină și armonizării lor cu lucrările lui Platon. În cele din urmă Boethius a căzut în dizgrația lui Theodoric, probabil, dintr-o bănuiala că el a fost în simpatie cu Iustinian, împăratul răsăritean, pentru că arianul Theodoric a fost întotdeauna cumva în exteriorul creștinismului niceean. Theodoric a ordonat executarea lui Boethius în 525. Cassiodorus i-a succedat lui Boethius ca magister în 523. Prăpastia dintre aristocrația senatorială veche al cărei centru era Roma și adepții statului gotic de la Ravenna era tot mai mare.
În ultimii săi ani Theodoric nu a mai fost patronul arian al toleranței religioase care părea a fi de-a lungul domniei sale. "Într-adevăr, moartea sa a împiedicat ceea ce s-ar fi putut dezvolta foarte bine într-o persecuție majoră a bisericii catolice din răzbunare pentru măsurile luate de Iustinian la Constantinopol împotriva arienilor de acolo". Theodoric a fost de credință ariană. La sfârșitul domniei sale au apărut diferende dintre el, pe de o parte, și supușii săi romani și împaratul bizantin Iustinian, pe de altă parte, pe problema arianismului. Relațiile dintre cele două națiuni s-au deteriorat, deși capacitatea militară a lui Theodoric i-a descurajat pe bizantini să pornească un război împotriva lui. După moartea sa, însă, reticența a dispărut repede.

## Moștenirea
Theodoric cel Mare a fost înmormântat la Ravenna, dar osemintele sale au fost împrăștiate și mausoleul său a fost transformat într-o biserică după ce în 540 Belizarie a cucerit orașul. Mausoleul său este una dintre cele mai frumoase monumente din Ravenna, dar statuia sa ecvestră, Regisole, care înfrumuseța cândva orașul, a fost ulterior îndepărtată și în cele din urmă distrusă în timpul Revoluției Franceze.